# Louis Delaporte
Pour les articles homonymes, voir Louis Delaporte (homme politique), Louis Joseph Delaporte et Delaporte.
Louis Marie Joseph Delaporte, né à Loches (Indre-et-Loire) le 11 janvier 1842 et mort à Paris le 3 mai 1925, est un officier de marine et explorateur français ainsi qu'un conservateur du musée indochinois du Trocadéro.
Après avoir été frappé d'émerveillement, lors d'une exploration, par la beauté du complexe monumental d'Angkor, Louis Delaporte voue sa vie à faire connaître l'art khmer et à le faire entrer dans les musées, en présentant, au public et surtout aux scientifiques, des collections des nombreux moulages qu'il a réalisés ainsi que des croquis, des dessins, de même que quelques pièces originales.

## Biographie

### Famille
Louis Delaporte naît le 11 janvier 1842 à Loches ; il est le fils de Jean Armand Delaporte, avocat, maire de Loches, et de Julie Marie Élisabeth Faguet de la Bissionière.

### Une vocation de marin
Très jeune, il décide d'être marin. Son père ne s'oppose pas à cette vocation précoce. Louis quitte donc le collège d'Orléans pour s'inscrire à celui de Lorient qui prépare l'entrée à l'École navale de Brest, où il est reçu en 1858 à l'âge de 16 ans. Il s'aperçoit qu'il souffre du mal de mer.
Il est nommé aspirant en 1860 et embarque, à bord de la Foudre, pour le Mexique où il contracte la fièvre jaune. Il est à la fois excellent violoniste et dessinateur talentueux. Il se remet vite et repart pour le Mexique sur l'Albatros.

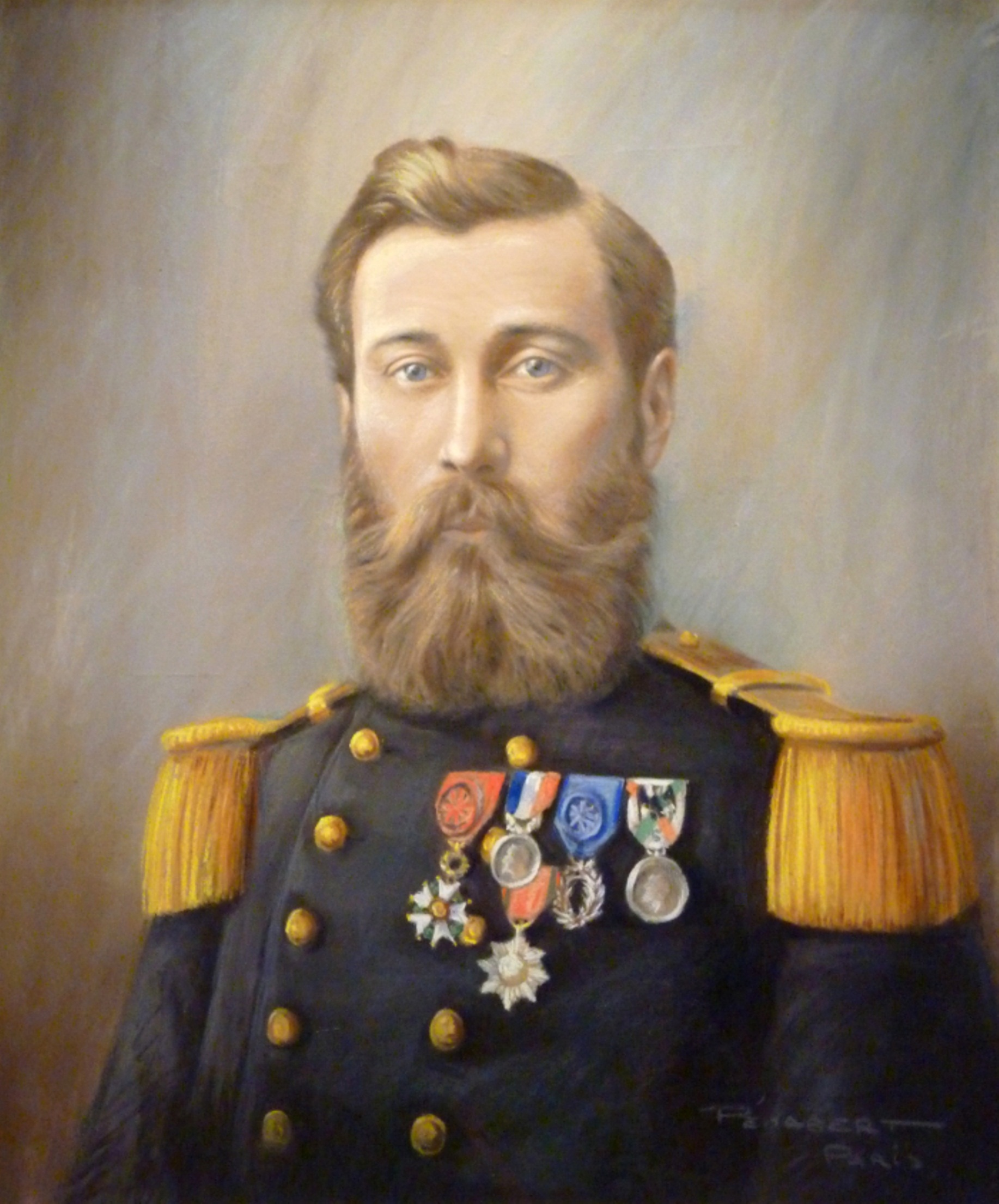
Portrait de Louis Delaporte.

Après plusieurs expéditions, notamment en Islande, Delaporte accède au grade d'enseigne de vaisseau. Recruté en raison de ses talents de dessinateur, il embarque en 1866 pour la Cochinchine et il est désigné, avec le capitaine de frégate Ernest Doudart de Lagrée, qui prend la tête de l'expédition. Se joignent à eux un chirurgien de marine, qui est aussi botaniste, et un médecin, qui est aussi géologue, pour la mission d'exploration du Mékong, qui doit rechercher les sources du fleuve.
Delaporte découvre à cette occasion le site d'Angkor. La mission permet de trouver une voie navigable autre que le Mékong pour relier le Yunnan à la mer (Fleuve Rouge). Les difficultés rencontrées forcent la mission à favoriser la voie terrestre à partir de Xieng Khouang ; le retour est effectué par le Yang-tsé-Kiang. Doudart de Lagrée y laisse la vie ; les survivants regagnent Saïgon par la mer sous le commandement de Francis Garnier.

### Une passion pour Angkor

Louis Delaporte et ses collègues de la mission Mékong.

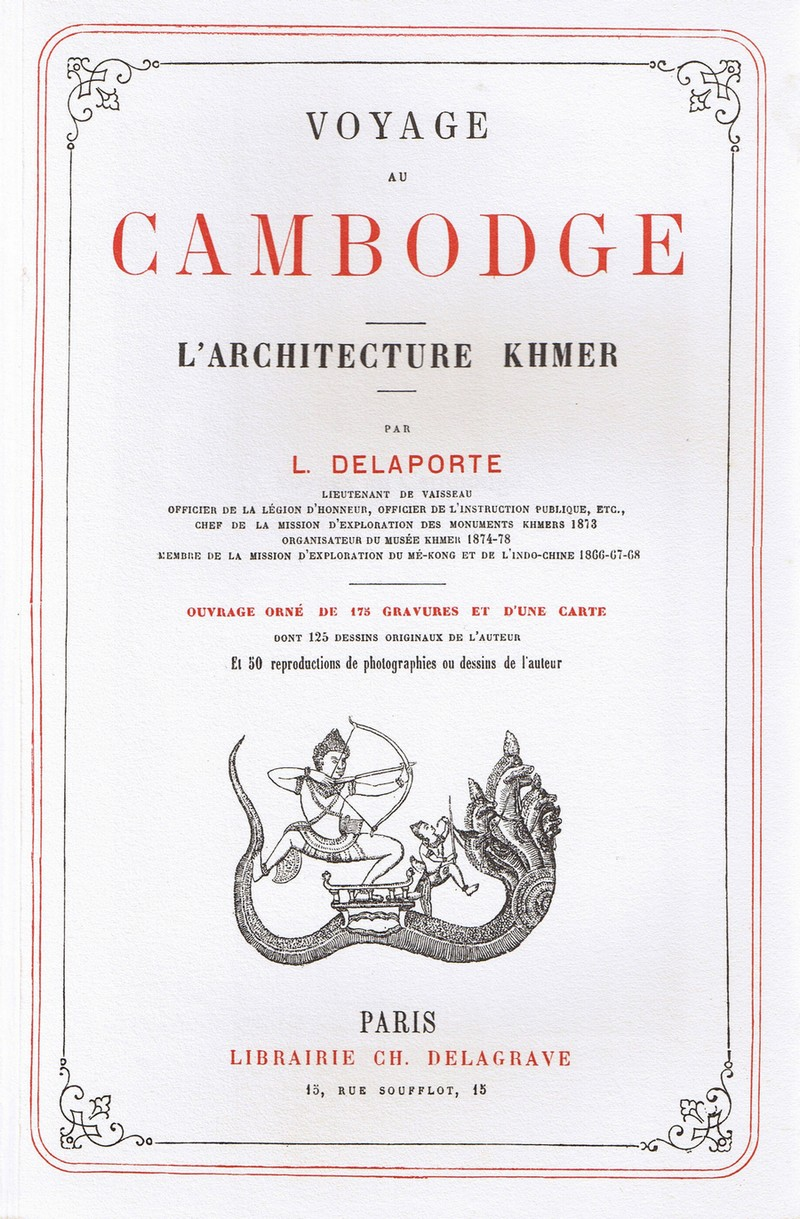
Voyage au Cambodge 1880.

La découverte d'Angkor est pour Delaporte une telle révélation qu'il conçoit le « vaste dessein de faire connaître l'art khmer à l'Europe » grâce au complexe monumental que constituent ces ruines oubliées de 400 km2 comprenant 200 temples. Il décide de consacrer sa vie à cette civilisation qu'il compare en importance à celle de l'Égypte.
Il dégage le temple du Bayon et relève les plans d'Angkor Vat.
De retour en France en 1868, Delaporte est promu au grade de lieutenant de vaisseau. Quand la guerre de 1870 éclate, il est appelé à la surveillance des côtes françaises dans le Nord.
Il ne repart qu'en 1873-74 en mission officielle d’étude, avec l'appui de la Société de géographie. Son projet d'enrichir les musées de France d'une collection d'antiquités khmères est plus vif que jamais. Il lui faut, pour cela, faire face aux pénibles conditions de vie dans la jungle du Cambodge (chaleur étouffante, serpents et moustiques…).
Delaporte obtient des ministères de la Marine, des Affaires étrangères et de l'Instruction publique, une double mission : vérifier la navigabilité du fleuve Rouge, de son delta jusqu'au Yunnan, et constituer la première collection officielle d'art khmer en France,.

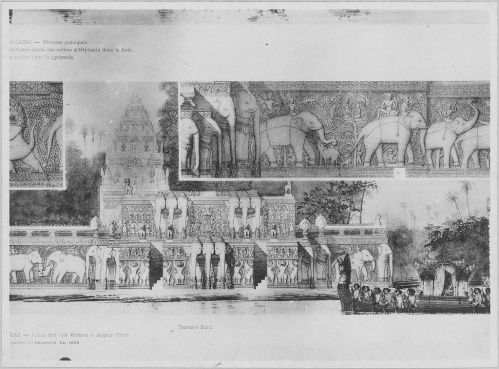
Palais du roi Khmer. Phimanakas d'Angkor Thom. Terrasse Nord (titre inscrit), reproduction de dessins de Delaporte.

Delaporte, dans des conditions très difficiles, effectue une « moisson archéologique » constituée de statues, de fragments d'architecture et de moulages, auxquels s'ajoutent des documents topographiques et des dessins. Il prélève quelques pièces qu'il souhaite arracher à la nature qu'il perçoit comme profondément destructrice. Celles-ci constituent le noyau des collections d'art khmer du musée Guimet, à Paris.
La végétation qui disloque les édifices protège, néanmoins, la surface du grès — en particulier les sculptures — comme sous une serre, contre les violents écarts d'humidité, entre périodes humide et sèche qui fait éclater la pierre en surface. L'état de surface des bâtiments qu'il a vu et que ses plâtres vont relever est donc quasiment celui du XVe siècle, au moment où l'empire d'Angkor s'est effondré, et qu'Angkor Vat a été abandonné. 
Certains sites font l'objet de ces prélèvements, sauf le temple du Bayon qu'il dégage et Angkor Vat — encore quelque peu entretenu — dont il relève le plan. Transporté à dos d'éléphants et par radeau, le tout est chargé sur la canonnière Javeline qui prend le chemin du retour. Delaporte dit avoir acheté ou échangé ces pièces auprès des autorités locales, avec l'appui et l'approbation du gouverneur général, et que le roi Norodom Ier du Cambodge accepte de les envoyer en France, en témoignage de la grandeur et de l’ancienneté de la civilisation khmère.
Delaporte est resté sur le terrain relativement peu de temps en raison de l'état d'épuisement total dans lequel il est revenu chaque fois, in-extremis : l'exploration du Mékong, 1866-68, puis les deux missions personnelles, 1873-74 et 1880-81.

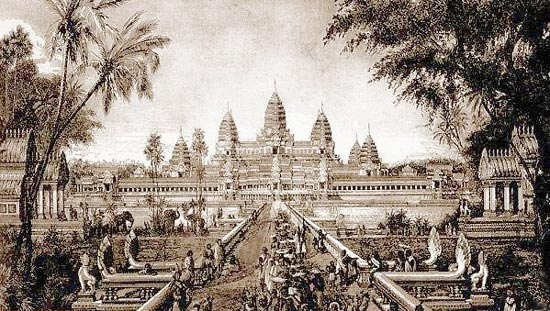
Angkor Vat en 1880.

Dans son ouvrage Voyage au Cambodge. L’architecture Khmer publié en 1880, Delaporte éprouve pour les temples la même admiration et le même ressenti que Henri Mouhot lorsqu'il les explora :

« La vue de ces ruines étranges me frappe, moi aussi, d’un vif étonnement : je n’admirais pas moins la conception hardie et grandiose de ces monuments que l’harmonie parfaite de toutes leurs parties. L’art Khmer issu du mélange de l’Inde et de la Chine, épuré ennobli, par des artistes qu’on pourrait appeler les Athéniens de l’Extrême-Orient, est resté en effet comme la plus belle expression du génie humain dans cette vaste partie de l’Asie qui s’étend de l’Indus au Pacifique », écrit-il en concluant :
«  [L’art Khmer] s’écarte, il est vrai, de ces grandes œuvres classiques du bassin de la Méditerranée qui pendant longtemps ont seules captivé notre admiration : ce ne sont plus ces colonnades majestueuses ; ce sont au contraire des formes laborieuses, complexes, tourmentées : superpositions, retraits multiples, labyrinthes, galeries basses à jour, tours dentelées, pyramides à étages et à flèches innombrables ; une profusion extrême d’ornements et de sculptures qui enrichissent les ensembles sans en altérer la dignité ; c’est, en un mot, une autre forme de beau,. »

Mais le musée du Louvre refuse d'accueillir la centaine de caisses d'antiquités débarquées à Toulon. C'est finalement au château de Compiègne que Delaporte réussit à faire ouvrir une salle d'exposition pour cet art encore peu reconnu. Ce n'est qu'en 1878, grâce à l'Exposition universelle de Paris qui présente ces œuvres au Palais du Trocadéro, que l'intérêt du public et des scientifiques s'éveille. Il faut cependant attendre 1882 pour qu'une aile du Trocadéro soit consacrée officiellement à un musée de l'art khmer.

### Vers un musée des arts asiatiques
Delaporte effectue en 1881 un dernier voyage sur place mais il tombe gravement malade et devra désormais rester en France. Cette expédition permet d'enrichir encore le fonds du musée.
En 1889, le musée Khmer devient musée Indochinois et s'ouvre largement sur l'ensemble des arts de l'Asie du Sud-Est. En 1894, Delaporte recrute comme assistant Charles Carpeaux, le fils du sculpteur Jean-Baptiste Carpeaux, qui deviendra par la suite archéologue et photographe en Indochine au sanctuaire de Mỹ Sơn, au côté d'Henri Parmentier, et à Angkor, au côté d'Henri Dufour. C'est grâce à Delaporte que, pendant sept ans, entre 1894 et 1901, Charles Carpeaux acquiert une connaissance très pointue sur l'ensemble des statues sculptées sur les temples devenant capable de reconnaître les divinités qu'elles représentent.

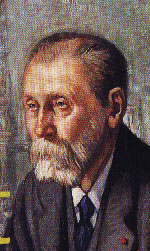
Louis Delaporte vers 1910.

C'est aussi un peu grâce à Delaporte et à l'intérêt qu'il a su éveiller pour les arts du Cambodge qu'en 1898 est fondée à Hanoï l'École française d'Extrême-Orient (EFEO). Cette même année, à Saïgon, le gouverneur général de l’Indochine Paul Doumer, futur président de la République, signe un décret qui entérine la création de la Mission archéologique d’Indo-Chine (MAI), qui deviendra l'École française d’Extrême-Orient en 1900.
La Conservation d’Angkor est créée dès 1908 afin de mettre les plus belles pièces à l’abri des convoitises tout en les restaurant, tandis que l’arsenal législatif se durcit. « Pas une pierre ne quittera désormais sa place sans une autorisation régulière. La période nomade est close et espérons-le, définitivement », peut-on lire dans un compte rendu de séance datant de 1901.
La création d'une école des arts cambodgiens à Phnom Penh en 1918, sous la direction du peintre George Groslier, père d'un des conservateurs d'Angkor Bernard-Philippe Groslier, concrétise un autre des désirs les plus chers de Delaporte.
Devenu conservateur, celui-ci dirige son musée du Trocadéro avec peu de moyens mais avec une passion intacte. Il y passe tout son temps avec sa grande blouse blanche, soit dans son vaste et froid sous-sol converti en atelier de moulage, soit dans son petit cabinet de travail encombré de plans et de dessins, ou encore sur le haut de l'échelle, rectifiant à la gouge les détails d'ornementations.

### Mort
Louis Delaporte meurt le 3 mai 1925, à l'âge de 83 ans. Il est inhumé au cimetière du Père-Lachaise (42e division).
Il laisse un immense héritage et ses collections iront enrichir le musée national des Arts asiatiques-Guimet créé en 1889.

### Décoration
- 1872 : officier de la Légion d'honneur[12]

## Postérité
- En 2013, Anne-Karen de Tournemire publie un livre sur la vie de Louis Delaporte, L'Instant où se rompent les digues ; sur les pas de l'explorateur Louis Delaporte[13]. À partir de la correspondance privée de l'explorateur, elle part sur les traces de l'explorateur à travers une histoire romancée.
- Une exposition, « Angkor, naissance d’un mythe », se tient au musée Guimet en 2013-2014[14].

Elle retrace les travaux de Louis Delaporte et l’univers de la recherche archéologique au Cambodge au XIXe siècle au travers de collections très différentes, dont certaines proviennent des musées de Phnom Penh et d’Angkor, ou encore de collections privées (entre autres, des dessins personnels de Delaporte, des moulages ou des sculptures).
- À la suite de cette exposition paraît un autre livre sur Delaporte, Angkor, naissance d'un mythe. Louis Delaporte et le Cambodge de Pierre Baptiste et Thierry Zéphir[15].

### Sources
- Louis Delaporte. Explorateur (1842 - 1925) par René de Beauvais - Paris 1929 - (Imprimerie des Orphelins d'Auteuil)
- Dictionnaire de Biographie française (tome X) Dallier-Desplagnes, Paris 1965
- Vincent Charpentier. Avec Pierre Baptiste, conservateur en chef et Thierry Zéphir, ingénieur au musée Guimet, « Angkor de la découverte à la création d'un mythe », sur INRAP : Le Salon noir, 15 octobre 2013 (consulté le 11 décembre 2020)